# Pseudapis gabonensis
Pseudapis gabonensis är en biart som först beskrevs av Gregory B. Pauly 1990.  Pseudapis gabonensis ingår i släktet Pseudapis och familjen vägbin. Inga underarter finns listade i Catalogue of Life.